# 大卫·罗切拉
大卫·罗切拉·卡尔沃（英語：David Rochela Calvo，1990年2月19日—），生于西班牙加利西亚大区的蓬特斯德加尔西亚罗德里格斯。目前效力泰超球会泰港，司职中后卫。

## 荣誉
西班牙U17国家队
- 2007年（英语：2007 UEFA European Under-17 Championship） 欧洲U-17足球锦标赛冠军
- 2007年 U17世界杯足球赛亚军